# Illex
Los calamares potas (Illex), también denominados comúnmente potas o calamares de aletas cortas, son moluscos cefalópodos de la familia Ommastrephidae, y que pertenecen a un género integrado por pocas especie, todas comestibles y muy comercializadas. Es el único género de la subfamilia Illicinae.

## Características y costumbres
Son animales marinos, migratorios, de dieta carnívora, alimentándose de invertebrados y peces, los que capturan con movimientos muy rápidos por intermedio de dos tentáculos diferentes los que poseen una mayor longitud. Son voraces ya que tienen un crecimiento muy acelerado, pues generalmente viven un año, y mueren después de desovar.

### Reproducción
En general tienden a reproducirse en latitudes menores, con aguas templadas o templado-cálidas (superiores a 14 °C) y allí las larvas aumentan su tamaño y migran hasta latitudes mayores, con aguas a temperaturas entre los 6 y los 10 °C, en busca de las grandes concentraciones de zooplancton, las que constituyen su alimento mientras son jóvenes.

#### Huevos
Las dimensiones de los huevos maduros en este género están próximas a las menores entre los cefalópodos.
El diámetro medio varía significativamente. Entre las variables están:
La especie
- I. coindeti= 0,77 a 0,82 mm
- I. illecebrosus= 0,75 a 0,88 mm
- I. argentinus= 0,96 a 1,04 mm.

La distribución geográfica intraspecífica
- I. argentinus= 0,96 a 0,97 mm en las poblaciones de plataforma y 1,04 mm en las que habitan el talud.

Las hembras desovantes estivales versus las predesovantes
- I. argentinus= 0,92 y 0,97 mm, respectivamente.

La fecundidad potencialdefinida como el total de ovocitos tanto en el ovario como en los oviductos, la cual depende de la longitud del manto de cada especie.
- I. coindeti= 90 000 a 800 000 (con mantos de 150 a 160 mm y 230 a 250 mm respectivamente);
- I. illecebrosus= 200 000 a 630 000 (con mantos de 220 a 280 mm);
- I. argentinus= 75 000 a 1 200 000 (con mantos de 150 a 170 mm y 360 a 380 mm respectivamente).

## Importancia económica y cultural
Al ser muy abundantes, se ha formado en torno a ellos una específica pesquería de operación transzonal, pues estos animales migran anualmente a través de aguas internacionales y varias jurisdicciones y zonas económicas exclusivas.
Los desembarques de calamares de este género aumentaron como consecuencia de la explotación excesiva del calamar japonés Todarodes pacificus, el cual mermó sus existencias a causa de la sobrepesca, constituyéndose los Illex, junto a otras especies de la familia, en el grupo comercial de reemplazo.

### Buques y técnicas empleados para su captura
Para capturar estos calamares generalmente se emplean embarcaciones especialmente preparadas para la pesca en altura, por lo que suelen permanecer semanas o meses sin recalar en un puerto, dependiendo de la disponibilidad del molusco y la capacidad de la bodega. Tienen equipamiento para congelar los calamares a -18 °C.
Para su captura se emplean dos tipos de buques y técnicas de pesca.
Con redes de arrastre
En este tipo de pesca los buques emplean enormes redes que trabajan a media agua o sobre el fondo. Su boca permanece abierta por efecto hidrodinámico al ser constantemente la red arrastrada por la embarcación. Es el más antiguo y no es específico, capturando también numerosa fauna marina que es descartada.
Con poteras
Es el método más moderno, específico y selectivo. Las actividades de pesca  se realizan en horario nocturno desde los llamados buques poteros. Se emplean máquinas automáticas provistas de garfios o potas que suben y bajan constantemente a ambos lados de la embarcación, mediante estos son enganchados los calamares, a los cuales se los había aproximado a la embarcación gracias al empleo de una potentísima iluminación generada por lámparas situadas en la cubierta del buque. La intensa luz, en medio de la oscura noche de la alta mar, aglutina a estos animales pues esta los atrae instintivamente. Los moluscos así logrados son congelados de inmediato.
El número de barcos que emplean esta técnica y que se concentran en la milla 201 (es decir, justo donde comienzan las aguas internacionales, para no tener que pagar derechos de pesca a ningún país) hace que los mismos sean perfectamente visibles, formando una ceñida mancha de luz, por medio de las imágenes nocturnas DMSP-OLS del Programa de Obtención de Tomas del Departamento de Defensa de Estados Unidos.

### Daños colaterales de su pesca
En la península Valdés se han encontrado numerosos elefantes marinos del sur enredados con cuerdas en el cuello compuestas por líneas de monofilamento —que los estaban lentamente matando—; dichas cuerdas procedían en su totalidad de los barcos poteros que capturaban calamares.

## Taxonomía
Este género fue descrito originalmente en el año 1880 por el biólogo, zoólogo y profesor danés Japetus Steenstrup. La especie tipo utilizada para describirlo fue Loligo coindetii Vérany, 1839 (Illex coindetii).
Especies
Illex está integrado por cuatro especies:
- Illex argentinus (Castellanos, 1960), calamar de aleta corta argentino
- Illex coindetii (Vérany, 1839), calamar de aleta corta austral, calamar europeo
- Illex illecebrosus (Lesueur, 1821), calamar de aleta corta septentrional, calamar norteamericano
- Illex oxygonius Roper, Lu & Mangold, 1969,  calamar de aleta corta de cola afilada.[9]